# Emmy Danckwerts

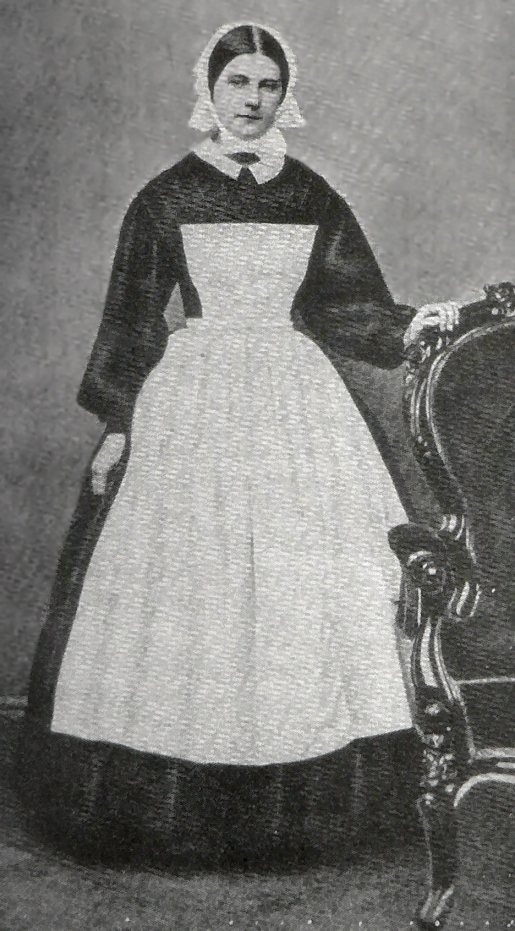
Emmy Danckwerts

Emmy Danckwerts (* 27. Februar 1812 in Plate; † 12. April 1865 in Hannover) war eine deutsche Diakonisse und als Oberin erste Leiterin des Henriettenstiftes in Hannover.

## Leben
Emmy Danckwerts stammt aus einer Pastorenfamilie. Ihr Vater Johann Alexander Danckwerts (* 1777 in Küsten; † 1831 in Müden an der Aller) war zur Zeit ihrer Geburt von 1807 bis 1821 Pfarrer an der St.-Marien-Kirche in Plate. Ihr zwei Jahre jüngerer Bruder Hermann Christian Friedrich (1814–1881) wurde ebenfalls Pastor und war später Superintendent in Börry/Calenberg und dann an St. Albani in Göttingen. Ihre Onkel sind Justus Friedrich Danckwerts und Johann Viktor Danckwerts (1799–1869), der das Pfarramt nach seinem Bruder von 1827 bis zu seinem Tod in Plate ausübte.
Emmy Danckwerts trat am 6. Oktober 1848 nach einem pietistischen Bekehrungserlebnis und einer enttäuschten Liebesbeziehung in die Diakonissenanstalt Bethanien ein, das Mutterhaus der Diakonissen in Berlin. Unter der Leitung des dortigen Anstaltsapothekers (und späteren Schriftstellers) Theodor Fontane ließ sie sich zur Apothekerin ausbilden. Am 6. Oktober 1849 wurde Danckwerts als Diakonisse eingesegnet.
1855 wurde Emmy Danckwerts die Leitung des Krankenhauses in Erdmannsdorf in Schlesien überantwortet.
Nachdem im Königreich Hannover die Königin Marie am 1. Juli 1859 die Diakonissenanstalt Henriettenstift in Hannover gegründet hatte, wurde Emmy Danckwerts erste Oberin des Stiftes. In enger Abstimmung mit dem Abt Gerhard Uhlhorn entwickelte Danckwerts die ersten Ordnungen und Regeln zum Betrieb der Anstalt. 1863 konnte das Gebäude an der (heutigen) Marienstraße bezogen werden.
Unter der Leitung von Emmy Danckwerts wurden die Arbeitsfelder der Stiftung in den folgenden Jahren stetig erweitert: Die Schwestern organisierten in den Vororten und Dörfern rund um Hannover Gemeindediakonien mit Kinder- und Säuglingsarbeit, häuslicher Pflege von Wöchnerinnen sowie von alten und kranken Menschen.
Emmy Danckwerts litt zeitweilig unter einem schweren Leiden, übte jedoch bis zu ihrem Tod 1865 die Leitung des Stiftes aus. Ihre Nachfolge trat die Diakonisse Anna Forcke an.

## Ehrungen
- Im Jahr 2002 wurde im hannoverschen Stadtteil Kirchrode ein Abschnitt der Schwemannstraße in Emmy-Danckwerts-Straße umbenannt.[1]